# Nam Khang
Nam Khang (tiếng Trung: 南康区) là một quận của địa cấp thị Cám Châu (赣州市), tỉnh Giang Tây, Cộng hòa Nhân dân Trung Hoa. Quận này có diện tích 1800 km² (trong đó diện tích nội thị là 14 km²), dân số là 800.000 người (dân số đô thị 130.000), chủ yếu là người Khách Gia. Thành phố cấp huyện Nam Khang được Quốc vụ viện thành lập tháng 3 năm 1995, đến tháng 11 năm 2013 thì đổi thành quận Nam Khang.

## Hành chính
Nam Khang được chia ra làm 20 đơn vị hành chính cấp hương, gồm 2 nhai đạo, 6 trấn, 11 hương và 1 hương dân tộc. Ngoài ra quận này còn quản lí 1 đơn vị tương đương cấp hương khác
- Nhai đạo: Dung Giang (蓉江街道), Đông Sơn (东山街道)
- Trấn: Đường Giang (唐江镇), Phượng Cương (凤岗镇), Long Lĩnh (龙岭镇), Long Hồi (龙回镇), Kính Bá (镜坝镇), Hoành Thị (横市镇)
- Hương: Phù Thạch (浮石乡), Hoành Trại (横寨乡), Chu Phường (朱坊乡), Thái Oa (太窝乡), Tam Giang (三江乡), Long Hoa (龙华乡), Thập Bát Đường (十八塘乡), Ma Song (麻双乡), Đại Bình (大坪乡), Bình Thị (坪市乡), Long Mộc (隆木乡)
- Hương dân tộc của người Xa: Xích Thổ (赤土畲族乡)

Đơn vị ngang cấp hương khác
- Khu công nghiệp Nam Khang (南康市工业园)